# 秋夜长
《秋夜長》，古琴曲，收錄於梅庵琴譜，為梅庵琴派代表琴曲之一。描寫的是一個婦人爲她出征的丈夫趕製寒衣的事情，把一個深閨婦人的愁思描繪的真切動人。

## 相关诗词
唐 王勃 《秋夜長》
秋夜長，殊未央。
月明白露澄清光，層城綺閣遙相望。
遙相望，川無梁。
北風受節南雁翔，崇蘭委質時菊芳。
鳴環曳履出長廊，為君秋夜擣衣裳。
纖羅對鳳皇，丹綺雙鴛鴦。
調砧亂杵思自傷，思自傷。
征夫萬里戍他鄉，鶴關音信斷。
龍門道路長，君在天一方。
寒衣徒自香。